# Меглениты

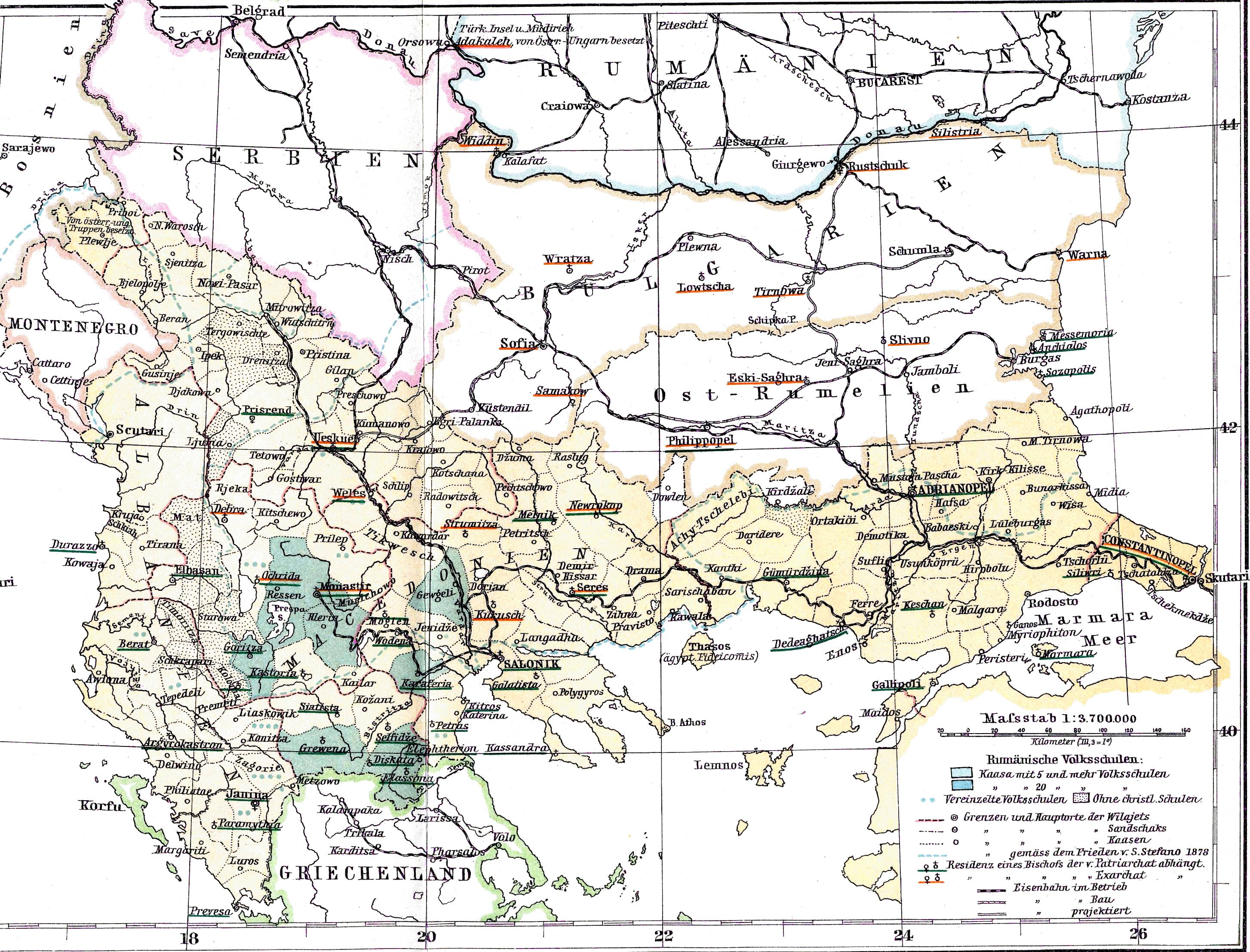
Школы для арумын и мегленорумын в Османской империи (1886)

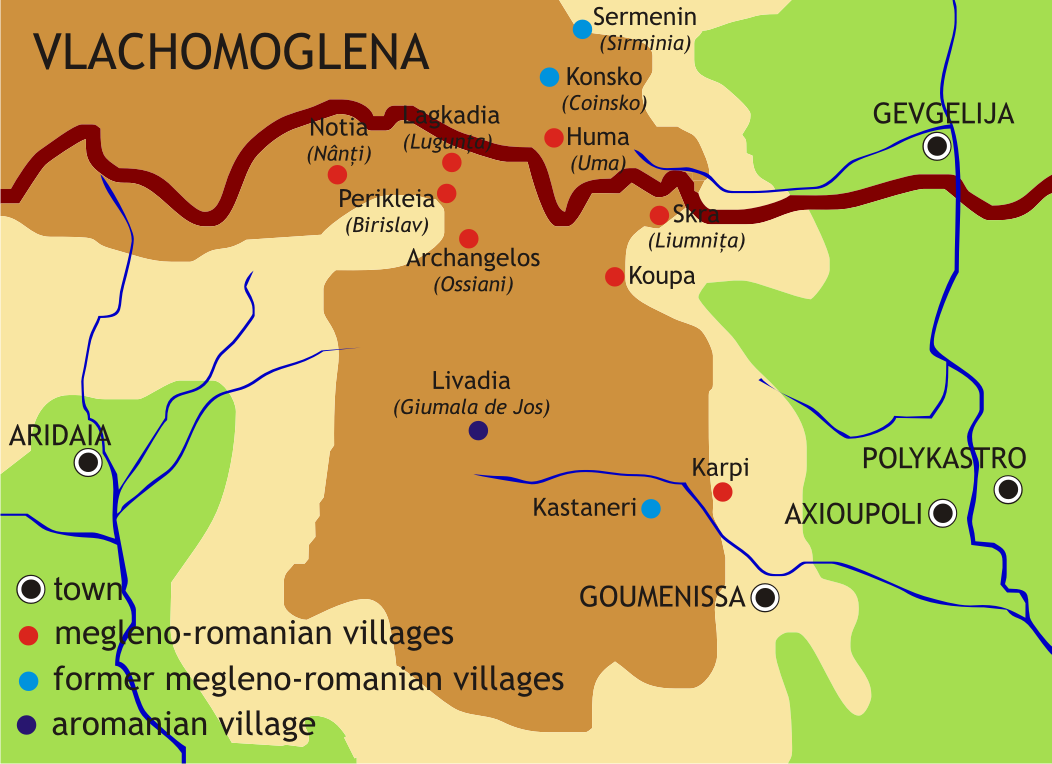
Карта мегленорумынских поселенцев в Греции и Македонии

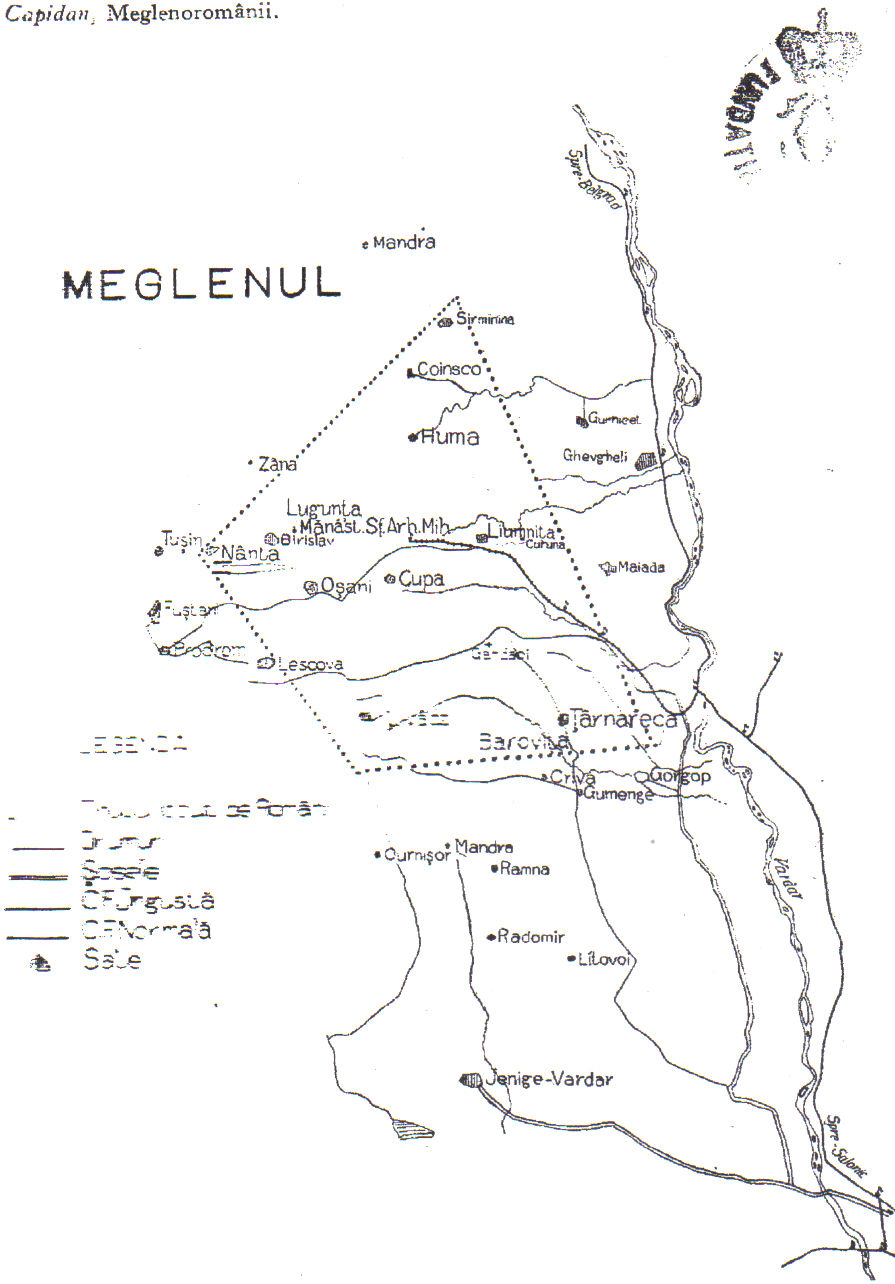
Мегленорумынские поселенцы в Греции и Македонии в 1925

Меглени́ты (мегленорумы́ны, влахи, самоназвание — Влашь, Рэмынь, Vlaşi, Rămâni) — романский по происхождению народ, проживающий в южной части Балкан (Меглен). Регионы расселения: северная Греция, Северная Македония. Общая численность — около 20 тыс. человек (оценка). Родной для них исторически — мегленорумынский язык (Балкано-романская подгруппа), который постепенно вымирает в результате эллинизации и славянизации носителей. Близок мегленорумынскому аромунский язык более многочисленных арумынов, а также полностью функциональный румынский язык к северу. Считается, что связь между этими языками и народами прервалась в X—XI веках.
Оставшиеся верующие — в основном православные. В XVIII веке мегленорумыны из села Нотия под давлением османской власти приняли ислам.
Значительная часть исламизированных мегленитов в 1920-е гг. переселилась в Турцию. Греческими властями современные меглениты рассматриваются как романоязычные греки.

## История
Некоторые историки, главным образом из Румынии, считают мегленитов потомками романизированных мёзов, живших к югу от Дуная, единым этномассивом с арумынами. Их праязык обособился от народной латыни в IX в. н. э.. Предки мегленитов покинули Дунай в XIII веке.

## Занятия
Основное традиционное занятие — отгонное скотоводство (овцеводство), летом в горах, зимой и осенью — в долинах.

## Государственность
В отличие от аромынов, попытки к созданию своего государства у мегленитов не наблюдалось. Единственный пример — марионеточное Пиндско-Мегленское княжество (1941—1944).

## Культура
Культура близка аромынам, грекам, помакам. Поселения расположены на южных склонах гор, имеют кучевую планировку и состоят из одно-, двух-, трёхэтажных каменных домов с четырёхскатной кровлей. При перекочёвках используют полусферические хижины из жердей или плетня, обмазанных глиной и крытых соломой. Традиционный костюм преимущественно из чёрных шерстяных тканей; женский состоит из прямой рубахи, юбки, орнаментированного фартука, распашной безрукавки, мужской — из рубахи с длинным широким подолом, брюк или шаровар, гамаши. Характерна полихромная вышивка нитями и бисером.